# Przetaktowywanie

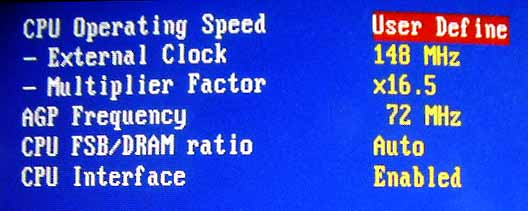
Przetaktowywanie procesora AMD Athlon XP – BIOS setup na płycie głównej ABIT NF7-S. Częstotliwość FSB (zegar zewnętrzny) została zwiększona ze 133 MHz do 148 MHz, a mnożnik z 13.5 do 16.5

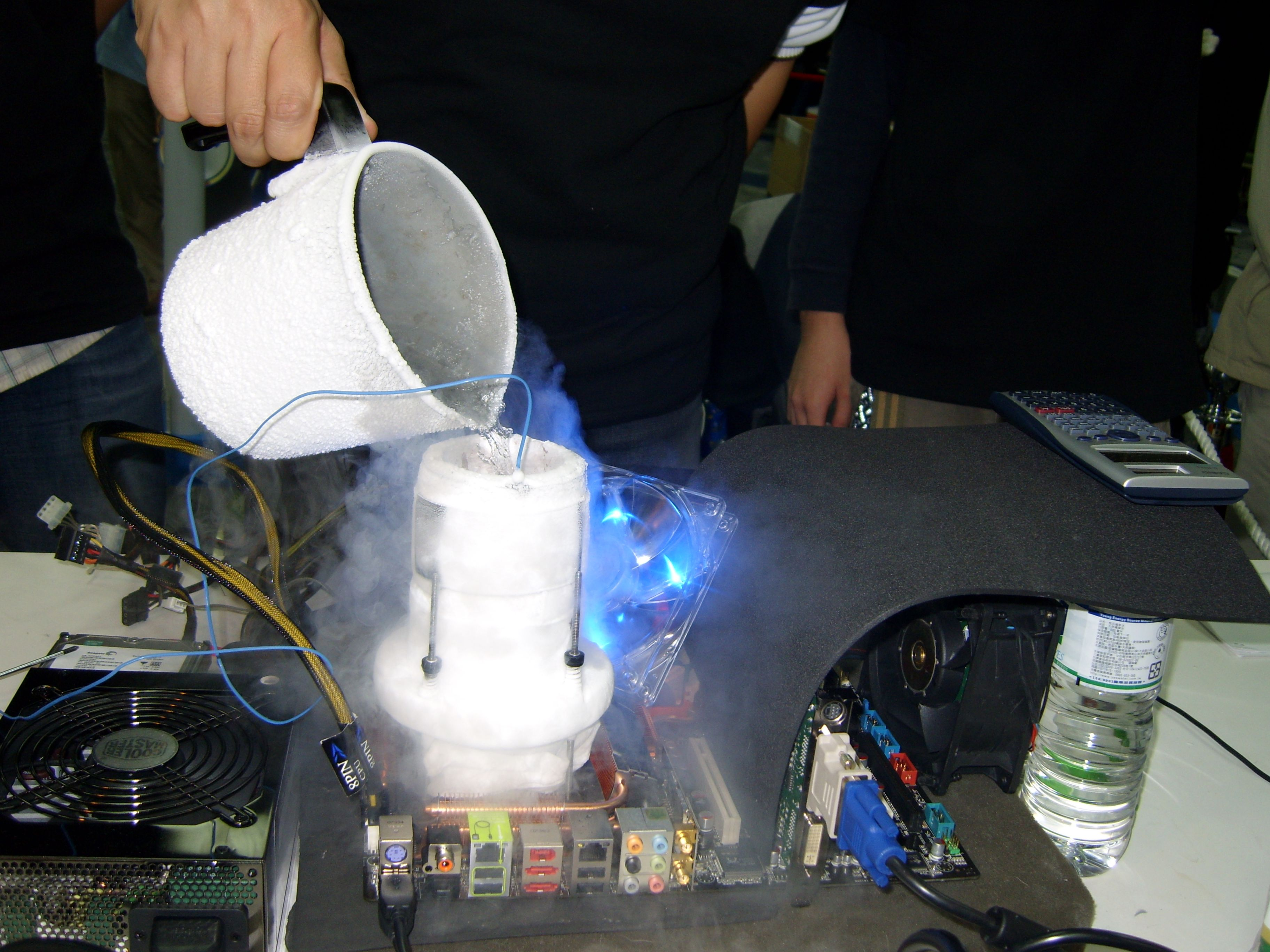
Chłodzenie procesora za pomocą ciekłego azotu. Na fotografii widoczny parownik do ciekłego azotu

Przetaktowywanie (ang. overclocking), potocznie podkręcanie – zwiększanie szybkości pracy, a zarazem wydajności sprzętu komputerowego, poprzez podnoszenie częstotliwości zegara taktującego procesora, karty graficznej czy pamięci RAM za pomocą odpowiedniego oprogramowania lub zmiany odpowiednich ustawień BIOS-u (w przypadku CPU i RAM-u). W starszych modelach płyt głównych do przetaktowywania używano zworek lub przełączników DIP. Większość zaawansowanych overclockerów nierzadko ingeruje w elektronikę sprzętu, poddając ją skomplikowanym modyfikacjom.
Potoczne określenie to podkręcanie; poza nim używa się jeszcze takich skrótów jak OC, O/C oraz określenia angielskiego overclocking. Aby efektywnie podkręcić dane podzespoły wymagane jest utrzymanie ich odpowiednio niskiej temperatury. Wyczynowi overclockerzy wykorzystują do tego ciekły azot, suchy lód, a niekiedy nawet ciekły hel. Przy niedużych przetaktowaniach może wystarczyć standardowy układ chłodzący, jakkolwiek przy ewentualnej jego awarii (z wyjątkiem niektórych kart graficznych) użytkownik przetaktowanego sprzętu traci prawo do gwarancji.
Praktycznym celem podkręcania jest zwiększenie wydajności komputera powyżej poziomu, jaki nominalnie oferują posiadane komponenty, a niekiedy również powyżej tego co jest dostępne na rynku. Umiejętne dobranie „podkręcalnego” procesora (na ogół modele z niskim, odblokowanym mnożnikiem) może pozwolić na osiągnięcie wydajności komputera przewyższającej to, co można by osiągnąć z najdroższym procesorem danego typu, przy jednocześnie zdecydowanie niższych kosztach. Współcześnie, w warunkach domowych, stosunkowo łatwo jest uzyskać podkręcenie rzędu 10 ÷ 20%; osiągnięcie więcej niż 30% jest jednak już sporym sukcesem.

## Wybrane rekordy
Profesjonalny overclocking wymaga sporej wiedzy o elektronice i teorii rozpraszania ciepła; wymaga też często wyselekcjonowanych i dosyć drogich urządzeń – specjalnych wydań płyt głównych, zasilaczy i elementów układu chłodzenia.
Jednym z problemów jest to, że procesory od tego samego producenta mają różnice związane z tym z jakiej części wafla krzemowego zostały zrobione. Te rozbieżności w jakości czipów nazywane są loterią krzemową. Stąd rekordy podkręcania częściowo związane są z konkretnym egzemplarzem procesora, a nie tylko z modelem.
| Data                     | Nazwa procesora           | Przetaktowanie (w %)                     | Zwiększenie taktowania    | Uwagi |
| ------------------------ | ------------------------- | ---------------------------------------- | ------------------------- | --- |
| 20 września 2007         | Celeron (model 352)       | 178,4% normy zakładanej przez producenta | z 3200MHz do 5708MHz      | |
| 24 września 2007         | Celeron (model 352)       | 246,4% normy zakładanej przez producenta | z 3200MHz do 7885MHz      | |
| styczeń 2010 (I połowa)  | Intel Core (model i5-670) | 199,1% normy zakładanej przez producenta | z 3470 MHz do 6908,59 MHz | Belgijska grupa overclockerów podkręciła desktopowy procesor wykorzystując ciekły azot przy wykorzystaniu sprzętu: płyta główna EVGA P55 SLI, 4GB RAM (DDR3 firmy G.Skill), karta graficzna Nvidia GeForce 9800GT. CPU zawierał rdzeń Clarkdale wykonany w 32 nanometrowym procesie technologicznym i oparty na architekturze Westmere.                       |
| styczeń 2010 (II połowa) | Intel Celeron (model 347) | 267,6% normy zakładanej przez producenta | z 3060 MHz do 8190 MHz    | Członek forum Xtreme Systems o pseudonimie TIN_EOF uzyskał zwiększone taktowanie dzięki usunięciu zintegrowanego radiatora i chłodzeniu ciekłym azotem. Procesor spłonął, jednak wcześniej udało się zapisać uzyskany, rekordowy wynik. CPU zawierał rdzeń Cedar Mill wykonany w 65 nanometrowym procesie technologicznym i oparty na architekturze NetBurst. |

## Problemy

### Niemożność uruchomienia komputera
W przypadku przetaktowania procesora może nastąpić sytuacja, gdy komputer nie wykona ponownego rozruchu, co najczęściej spowodowane jest zbyt dużym FSB dla danej płyty głównej. Należy wtedy wyczyścić zawartość pamięci CMOS zworką na płycie głównej, co powinno przywrócić standardowe ustawienia pracy płyty głównej. Modele płyt głównych skonstruowane z myślą o podkręcaniu podzespołów komputera niekiedy mają wyprowadzony przycisk resetu lub potrafią przywrócić ustawienia domyślne automatycznie w przypadku, gdy próba uruchomienia komputera na niestandardowych ustawieniach zawiedzie.

### Niestabilna praca
Nawet, gdy uda się uruchomić system operacyjny na przetaktowanym komputerze, nie oznacza to sukcesu. Problemy z błędną pracą przetaktowanych elementów mogą pojawić się dopiero w określonych warunkach lub po dłuższej pracy. Nie wszystkie błędy prowadzą wprost do łatwo obserwowalnych skutków.
Skutkami niestabilnej pracy komputera mogą być:
- zawieszenie pracy;
- błędy raportowane przez system operacyjny lub oprogramowanie, dziwne lub trudne do logicznego wyjaśnienia;
- przekłamania w zapisywanych plikach;
- błędy zapisu na twardym dysku – w szczególnych przypadkach mogą prowadzić nawet do uszkodzenia zawartości nieużywanych (niezamontowanych) partycji;
- artefakty graficzne.

Przy stopie błędów rzędu 10-12 (jeden błąd na bilion operacji) można oczekiwać wystąpienia kilku błędów w każdej sekundzie pracy i może okazać się niemożliwym uruchomienie systemu operacyjnego. Gdy błąd występuje raz na biliard operacji (stopa błędów rzędu 10-15) to mamy szansę zaobserwować problem raz na parę minut pracy i obecność problemu będzie dość oczywista. Stopa błędów rzędu 10-18 (jeden błąd na trylion operacji) lub niższa może skutkować trudnymi do zdiagnozowania i powtórzenia problemami występującymi raz na kilka godzin do kilku dni.
Częstotliwość występowania błędów na ogół wzrasta wraz z temperaturą pracy podzespołu. Zdarza się, że komputer wykazuje problemy dopiero po długotrwałym (rzędu godziny) pełnym obciążeniu lub np. podczas upałów. Niekiedy błędna praca jest skutkiem przeciążenia układów zasilania i stabilizacji napięć w komputerze. W takim przypadku zawieszenia zdarzają się, gdy nagle wzrośnie lub spadnie pobór prądu przez procesor, np. przy włączaniu programu po okresie bezczynności lub zupełnie losowo i bez wyraźnego związku z wykonywanymi operacjami.

### Skrócona żywotność
Elementy półprzewodnikowe pracujące w podwyższonej temperaturze starzeją się szybciej na skutek zwiększonej dyfuzji domieszek w materiale półprzewodnikowym. Niekiedy po przekroczeniu określonej temperatury następuje lawinowy wzrost prądu prowadzący do zniszczenia układu.

### Głośność i pobór energii
Przetaktowane układy pobierają więcej prądu z sieci energetycznej, więc wydzielają więcej ciepła niż te, które pracują standardowo. Ich użytkowanie wiąże się z koniecznością stosowania dodatkowych wentylatorów, wysokowydajnych zestawów chłodzących lub co najmniej utrzymywaniem wysokich prędkości obrotowych wentylatorów sterowanych automatycznie (w wysokiej klasy zasilaczach, na kartach graficznych oraz wentylatorów na schładzaczach CPU podłączonych do 4-stykowych gniazd). Głośny szum podczas pracy takiego komputera może sprawiać, że praca w jego pobliżu będzie niekomfortowa.

### Testowanie
Aby zredukować prawdopodobieństwo wystąpienia problemów z niestabilną pracą należy poddać podkręcony komputer kilku obciążającym testom. Jednym z popularnych programów pozwalających na to jest Prime95 (mprime), który obciąża wszystkie dostępne rdzenie testowanego procesora i sprawdza poprawność obliczeń. Jedną z aplikacji umożliwiających testowanie poprawności działania pamięci jest Memtest86+ działający niezależnie od systemu operacyjnego.
Aby znaleźć parametry pracy oferujące najwyższą wydajność w zadanych warunkach, procedurę testowania wykonuje się na ogół dla kilku zestawów parametrów pracy, przez co testowanie może zająć nawet kilka dni.